# Dippelsdorf (Nobitz)
Dippelsdorf ist ein Ortsteil von Nobitz im Landkreis Altenburger Land in Thüringen.

## Lage
Der im Kern aus drei Vierseithöfen bestehende Weiler liegt vier Kilometer (Luftlinie) südlich vom Hauptort Nobitz und sieben Kilometer südöstlich der Kreisstadt Altenburg an der Kreisstraße 204 im Lösshügelland um Altenburg am Rande der Leipziger Tieflandsbucht. Die geographische Höhe des Ortes beträgt 240 m ü. NN.

## Geschichte
Die urkundliche Ersterwähnung des Ortes fand zwischen 1181 und 1214 statt. Dippelsdorf gehörte zum wettinischen Amt Altenburg, welches ab dem 16. Jahrhundert aufgrund mehrerer Teilungen im Lauf seines Bestehens unter der Hoheit folgender Ernestinischer Herzogtümer stand: Herzogtum Sachsen (1554 bis 1572), Herzogtum Sachsen-Weimar (1572 bis 1603), Herzogtum Sachsen-Altenburg (1603 bis 1672), Herzogtum Sachsen-Gotha-Altenburg (1672 bis 1826). Bei der Neuordnung der Ernestinischen Herzogtümer im Jahr 1826 kam der Ort wiederum zum Herzogtum Sachsen-Altenburg.
Nach der Verwaltungsreform im Herzogtum gehörte er bezüglich der Verwaltung zum Ostkreis (bis 1900) bzw. zum Landratsamt Altenburg (ab 1900). Das Dorf gehörte ab 1918 zum Freistaat Sachsen-Altenburg, der 1920 im Land Thüringen aufging. 1922 kam es zum Landkreis Altenburg.
Im späten 19. Jahrhundert wurde am nördlichen Ortsrand kurzzeitig Braunkohle abgebaut, die benachbarte Braunkohlegrube Winterfeld wurde nach 1900 am Ortsrand von Garbus eröffnet. Heute leben im Ortsteil 57 Einwohner.
Am 1. Juli 1950 wurde Dippelsdorf nach Oberleupten eingemeindet. Bei der zweiten Kreisreform in der DDR wurden 1952 die bestehenden Länder aufgelöst und die Landkreise neu zugeschnitten. Somit kam der Ort mit dem Kreis Altenburg an den Bezirk Leipzig, der seit 1990 als Landkreis Altenburg zu Thüringen gehörte und 1994 im Landkreis Altenburger Land aufging. Am 1. Januar 1973 wurde Dippelsdorf nach Ehrenhain umgemeindet, mit dem das Dorf am 8. März 1994 zur Gemeinde Nobitz kam.